# Nguyễn Hữu Thắng (cầu thủ bóng đá, sinh 1980)
Nguyễn Hữu Thắng (sinh ngày 22 tháng 6 năm 1980) là một cựu cầu thủ bóng đá người Việt Nam. Thời còn thi đấu, ông chơi ở vị trí tiền vệ cho câu lạc bộ Becamex Bình Dương và Vissai Ninh Bình. Ông cũng từng là thành viên của đội tuyển quốc gia Việt Nam.

## Sự nghiệp
Nguyễn Hữu Thắng gia nhập đội Becamex Bình Dương vào năm 2004 sau khi tạo những ấn tượng tại SEA Games 22.
Năm 2007, ông nhận lời mời thử việc tại câu lạc bộ LA Galaxy của giải giải bóng đá nhà nghề Mỹ - MLS, nhưng không gây được ấn tượng cho ban huấn luyện. Sau đó, Nguyễn Hữu Thắng trở về Việt Nam và thi đấu cho Xi măng The Vissai Ninh Bình ở mùa giải hạng Nhất Quốc gia 2008.
Năm 2009, Thắng trở lại câu lạc bộ cũ Bình Dương. Cuối mùa giải 2013, Hữu Thắng chính thức chia tay sự nghiệp cầu thủ.